# Скотт, Эрик (историк)
Эрик Раттацци Скотт (англ. Erik Rattazzi Scott; род. 20 февраля 1978; Уэнем, округ Эссекс, штат Массачусетс, США) — американский историк-советолог и -русист, доктор философии (PhD) по истории, ассоциированный профессор кафедры истории Канзасского университета. Главный редактор журнала «The Russian Review». Специалист в области истории СССР, миграций и беженцев.

## Биография
В 2000 году с отличием окончил бакалавриат по истории и русистике в Брауновском университете, защитил диссертацию по теме «В погоне за универсальным: В. С. Соловьёв и русский „Национальный вопрос“» (англ. «In Pursuit of the Universal: V. S. Soloviev and Russia’s „National Question“»). В 2005 году окончил магистратуру по истории в Калифорнийском университете в Беркли. В 2011 году в том же университете получил учёную степень доктор философии (PhD) по истории. С того же 2011 года по 2012 — научный сотрудник Центра евразийских, российских и восточноевропейских исследований Джорджтаунского университета. С 2012 — ассистент-профессор кафедры истории Канзасского университета.
Преподаёт историю России, СССР и всемирную историю. Читал лекции в различных университетах США, Грузии и России. Организатор и участник многих международных научных конференций. С 2020 года является главным редактором мультидисциплинарного научного журнала «The Russian Review».
Свободно владеет русским, на высоком уровне грузинским, на среднем турецким и итальянским, а также читает на французском и испанском языках.